# ناندينات
الناندينات (الاسم العلمي:Nandoidei) هي فوق فصيلة من الأسماك تتبع رتبة أناباسيات الشكل.

## التصنيف
- النانديات
  - النانداوات
    - الناند